# Chiesa cattolica in Polonia e Russia (1800-1850)
La Polonia, dopo il Congresso di Vienna, era di fatto sparita dalla carta geografica, suddivisa tra Russia, Prussia ed Austria, con la sola eccezione della città libera di Cracovia. L'insurrezione polacca del 1830, salutata con successo e sostenuta da tutta l'Europa liberale, venne repressa duramente dallo zar Nicola I.
Affrontiamo alcuni problemi storiografici legati all'atteggiamento della Chiesa:
- perché Gregorio XVI, con la Impensa caritas (febbraio 1831) e poi con la Cum Primum (giugno 1832), si schierò apertamente a favore del governo russo, in contrasto con l'opinione pubblica europea?
- il papa ha difeso con la dovuta energia i cattolici polacchi, soprattutto quelli di rito orientale?
- il clero polacco e quello russo hanno mantenuto un reale equilibrio o hanno mischiato religione e politica (in Polonia) oppure erano troppo ligi al governo (in Russia)?

## Gregorio XVI e la condanna dell'insurrezione polacca
Già con la puppo poppatis (strappata al papa dall'ambasciatore russo a Roma, Gagarin), Gregorio XVI aveva messo in guardia i polacchi dal non lasciarsi trascinare dalla rivoluzione liberale, considerata come qualcosa di orrendo e di non cristiano e di ispirazione massonica.
Con la Cum Primum (1832), il papa condanna nettamente la rivoluzione polacca, perché l'obbedienza alla autorità costituita da Dio è un precetto assoluto, che non si può violare se non quando l'autorità comanda cose vietate da Dio. Tre le cause fondamentali che hanno portato Gregorio XVI alla pubblicazione della Cum Primum, possiamo citare: 
- la preoccupazione di non perdere l'appoggio austriaco nello Stato pontificio;
- la mentalità generale della Curia romana, conservatrice e contraria ad ogni rivoluzione (si veda ad esempio, le affermazioni del Segretario di Stato Bernetti al Nunzio a Vienna, che dicono con chiarezza la posizione del Vaticano a favore della Russia contro gli insorti; affermazioni, simili a quelle dell'Antonelli a sfavore degli ungheresi nel 1848);
- speranza di ottenere qualche libertà per i cattolici polacchi tenendo distinte religione e politica.

Non bisogna dimenticare le pressioni di Metternich e di Gagarin (l'Ambasciatore russo arriva addirittura a correggere la prima stesura della Cum primum).
Conseguenza: allontanamento dalla S. Sede dell'opinione pubblica intellettuale-liberale di simpatie massoniche.
Certo il papa sperava di ottenere qualche concessione per i cattolici. Infatti assieme alla Cum primum scrisse allo zar un lungo promemoria con forti lamenti sulla situazione della Chiesa in Polonia. Ma Nicola I non tenne in alcun conto questa lettera (tenuta per lo più nascosta). Anzi, nello stesso anno 1832 emanò una lunga serie di leggi ostili alla Chiesa cattolica: chiusura di 200 monasteri, apostasie coatte, divieto di proselitismo, di passaggio dalla Chiesa ortodossa a quella cattolica, ecc.
Sul fatto se il papa si sia pentito delle sue decisioni, come affermano alcuni storici (Fliche-Martin, Leflon), è cosa tutta da provare ancora.

## Gregorio XVI e la difesa dei Polacchi
Nel febbraio 1839, col sinodo di Polotsk (vicino ai confini lituani), i tre vescovi greco-cattolici ossia di rito bizantino facenti capo all'arcieparchia di Polack decidono di unirsi alla Chiesa russa. Accusano la S. Sede di non aver difeso i cattolici di rito orientale dai cattolici di rito latino, modificando anche la liturgia propria (con un sinodo nel 1720 il rito era stato modificato con l'introduzione di molti elementi della messa latina). Solo la protezione dello zar avrebbe salvato la chiesa "rutena". Molti cattolici in Occidente temettero la politica zarista di russificare i popoli a lei sottomessa, cominciando dal piano religioso. In realtà i russi non cercarono mai di unificare i cattolici di rito latino e anzi avevano disposto o favorito la nascita di diocesi latine sul loro territorio come l'arcidiocesi di Mogilёv eretta a fine Settecento ma anche in seguito come la diocesi di Tiraspol eretta nel 1848 (a cui fecero capo anche i cattolici di rito armeno).
Di fronte a questo tentativo di assimilare i cattolici di rito bizantino   al rito ortodosso, Gregorio XVI reagì prontamente e protestò pubblicamente e solennemente due volte: nelle allocuzioni dei concistori del novembre 1839 (Multa quidem) e del luglio 1842. Specialmente quest'ultima (Haerentum diu), corredata da documenti probanti, suscitò una forte impressione in Europa: il papa si mostra preoccupato per i cattolici presenti nell'impero russo e smentisce le voci secondo cui avrebbe trascurato di difenderli.
Lo zar, dopo una prima reazione negativa, capì l'inopportunità politica di aggravare la sua situazione in Europa, e cercò vari contatti con Roma, fino all'incontro con il Papa stesso, a Roma, nel dicembre 1845: i colloqui ebbero risultati modesti, ma rappresentarono il primo passo per l'avvio di un concordato, altrettanto modesto, concluso sotto Pio IX nell'agosto 1847 (abolito dalla Russia nel 1866).

## L'atteggiamento del clero russo e polacco
È innegabile invece in molti cattolici polacchi la tendenza (seppure inconscia) a confondere religione e politica, a strumentalizzare la religione per fini politici. Lo stesso romanzo molto in voga in quel tempo, "Il pellegrino polacco" di Adam Mickiewicz, vede nella sorte della Polonia la medesima del Cristo: morire subendo il martirio (immagine per dire la scomparsa della Polonia dopo il Congresso di Vienna), per risorgere come guida nella giustizia, nell'amore, nella pace. Questo linguaggio messianico provocherà le diffidenze della curia romana.
È anche vero che non si può fare di tutta l'erba un fascio: non mancarono infatti autentici martiri della fede (come, per es., il vescovo di Janov, Marcel Gutkowski).